# Warangal (distrikt)
Warangal är ett distrikt i Indien.   Det ligger i delstaten Telangana, i den centrala delen av landet, 1 200 km söder om huvudstaden New Delhi. Antalet invånare är 3 512 576. Arean är 12 846 kvadratkilometer. Warangal gränsar till Medak.
Terrängen i Warangal är varierad.
Följande samhällen finns i Warangal:
- Warangal
- Narsampet
- Jangaon
- Mahbūbābād
- Mangapet
- Dornakal